# Station to Station (brano musicale)
I'm thinking that it must be love»
penso che debba trattarsi di amore»
(Station to Station, David Bowie)
Station to Station è un brano musicale scritto ed interpretato dal musicista britannico David Bowie nel 1975, prima traccia del suo omonimo album discografico del 1976.

## Il brano
Si tratta della canzone più lunga mai incisa da Bowie, superando i dieci minuti di durata. Station to Station è divisa in due parti: una prima sezione lenta, sorretta da un riff di pianoforte, introdotto dal suono di un treno in marcia contrapposto all'agitato sound della chitarra di Earl Slick infarcito di feedback, seguita poi da una sezione veloce in stile rock/blues.
Il testo del brano contiene riferimenti all'occultista Aleister Crowley, alla Cabala e alla dipendenza dalle droghe di Bowie all'epoca. Nonostante i rumori del treno in marcia presenti nella traccia, Bowie ha affermato che il concetto della canzone è da associarsi maggiormente alle "stazioni della via crucis" (concetto che Bowie fonde col Sephiroth, le dieci sfere della creazione nel sistema mistico ebraico della Cabala, nel clima di confusione ideologica dell'epoca) piuttosto che alla metafora di un viaggio in treno da stazione a stazione. Proprio il suono del treno in marcia è un diretto riferimento/citazione all'album Autobahn dei Kraftwerk (1974) che inizia con un suono di un motore d'automobile che va su di giri passando da un canale audio stereo all'altro. La stessa band tedesca restituì il favore nel '77 con l'album Trans-Europe Express la cui title track contiene la strofa: «From station to station back to Düsseldorf city, meet Iggy Pop and David Bowie». Considerato da molti uno dei più alti livelli raggiunti da Bowie nel suo lavoro in sala d'incisione, Station to Station è inoltre il brano dove viene introdotto per la prima volta il personaggio del "Thin White Duke" ("sottile duca bianco"), soprannome che Bowie si porterà dietro per tutto il resto di carriera.
Nonostante la sua popolarità, la canzone non è mai stata pubblicata su singolo.

### Esecuzioni dal vivo
- Una versione dal vivo registrata al Philadelphia Spectrum il 28-29 aprile 1978 durante un data del tour, venne pubblicata nell'album live Stage. Questa versione fu inoltre inserita nella colonna sonora del film Christiane F. - Noi, i ragazzi dello zoo di Berlino, dove Bowie stesso fa un'apparizione eseguendo la canzone in concerto.
- Una seconda versione live registrata nel corso del tour del 1983 è stata inserita nel film Serious Moonlight.

## Cover
- Il brano è stato reinterpretato dai The Merry Thoughts sull'album A Tribute to David Bowie: The Dark Side of David Bowie (1997)